# الطويبة (المالكية)
الطويبة قرية سورية تتبع ناحية المعبدة في منطقة المالكية التابعة لمحافظة الحسكة في شمال شرق سورية. بلغ عدد سكانها 1426 نسمة عام 2004.
تقع إلى الغرب من حقل رميلان النفطي.
أسسها الشيخ علي الباشا العاصي الجربا شيخ قبيلة شمر سنة 1944م.
معالمها:
- مدرسة اعدادية
- مدرسة ابتدائية
- مسجد
- تل الطويبة الأثري
- مركز شراء الحبوب
- المنطقة الصناعية الجديدة لبلدة المعبدة
- محطة وقود
- العديد من المحلات والمتاجر والمستودعات.